# Cantón de Solre-le-Château
El cantón de Solre-le-Château era una división administrativa francesa, que estaba situada en el departamento de Norte y la región de Norte-Paso de Calais.

## Composición
El cantón estaba formado por dieciséis comunas:
- Aibes
- Beaurieux
- Bérelles
- Bousignies-sur-Roc
- Choisies
- Clairfayts
- Cousolre
- Dimechaux
- Dimont
- Eccles
- Hestrud
- Lez-Fontaine
- Liessies
- Sars-Poteries
- Solre-le-Château
- Solrinnes

## Supresión del cantón de Solre-le-Château
En aplicación del Decreto nº 2014-167 de 17 de febrero de 2014, el cantón de Solre-le-Château fue suprimido el 22 de marzo de 2015 y sus 16 comunas pasaron a formar parte del nuevo cantón de Fourmies.